# 帕索德爾雷

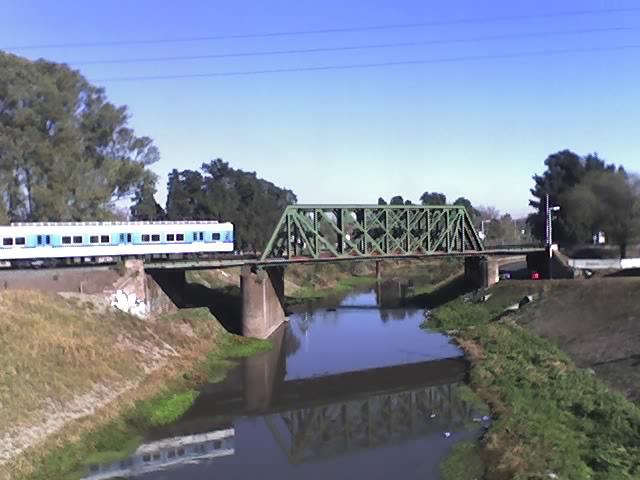
帕索德爾雷

帕索德爾雷（Paso del Rey）是阿根廷的城鎮，位於該國東北部，由布宜諾斯艾利斯省負責管轄，距離首府布宜諾斯艾利斯35公里，始建於1938年12月15日，海拔高度12米，2001年人口41,668。

## 外部連結
- （西班牙文） Municipal website

34°39′30″S 58°45′44″W / 34.65833°S 58.76222°W